# 东城街道 (商水县)
东城街道，是中华人民共和国河南省周口市商水县下辖的一个乡镇级行政单位。

## 行政区划
东城街道下辖以下地区：
康庄社区、左庄社区、备战路社区、东关社区、王沟桥村、倪庄村、傅庄村、苏坡村、柴坑村、安庄村和王道平村。